# OPS-14
OPS-14は、三菱電機製の2次元レーダー。主として海上自衛隊の自衛艦に対空捜索レーダーとして搭載される。
なお本機を含めた海上自衛隊の電子機器の型番はアメリカ軍の軍用電子機器の命名規則におおむね基づいているが、一文字目のみは米軍式では「S」がつけられるべきところを、「お船」（Ofune）ないし「艦載用」（On Board）を捩った「O」とされている。本機の場合は水上船舶搭載のレーダー、探知用/距離方位測定用/捜索用ということになる。

## 概要

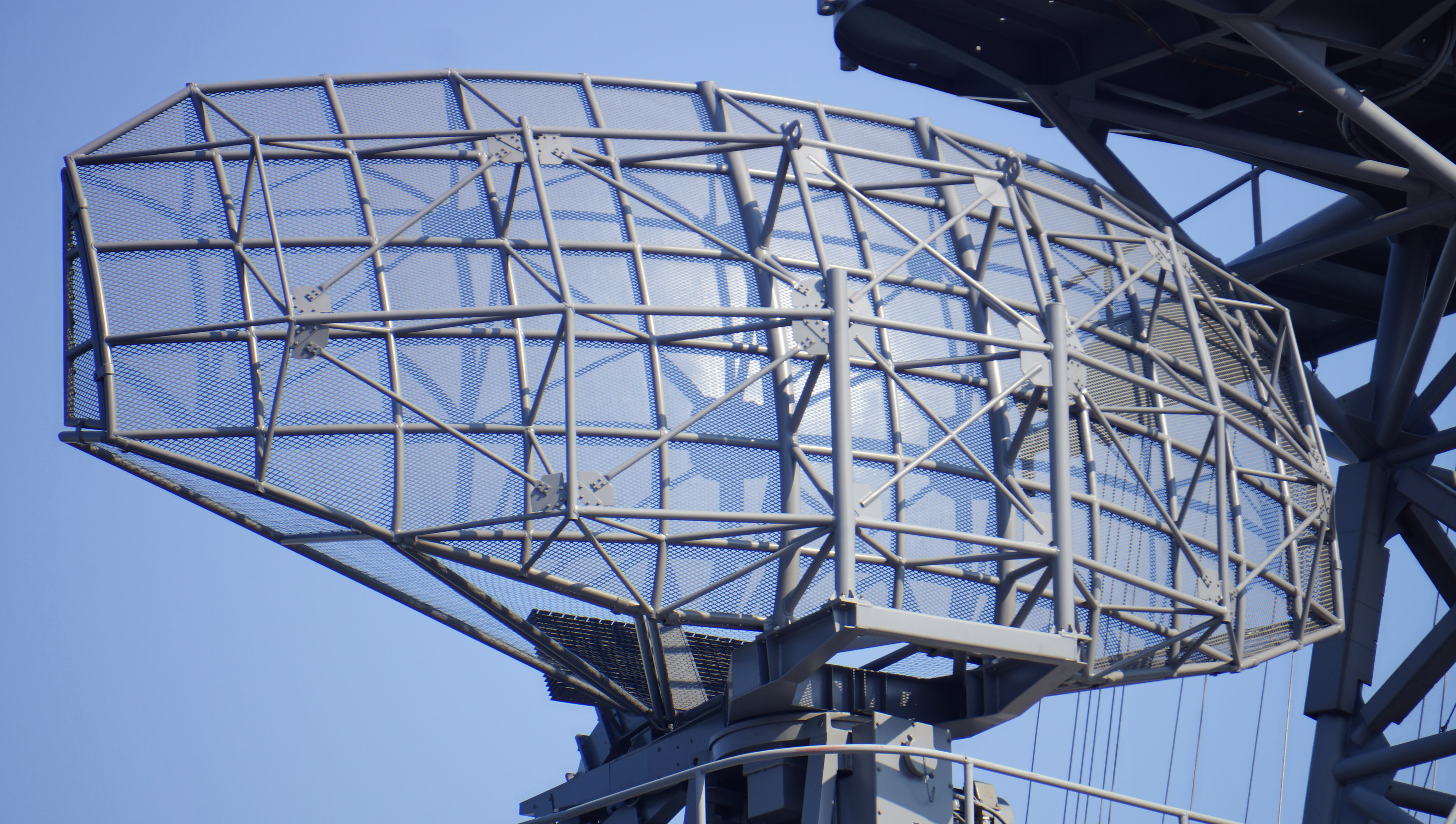
背面からの写真。

1950年代初頭、日本でははるかぜ型護衛艦（28DD）への搭載用としてアメリカ合衆国より軍事援助計画（MAP）に基づいてAN/SPS-6を入手し、これをもとに国産化したOPS-1を開発して初代あきづき型護衛艦などに搭載していた。またあやなみ型護衛艦（30DDK）ではAN/SPS-6の改良型であるAN/SPS-12が搭載され、この技術ものちにOPS-1にバックフィットされた。さらにのちには、いすず型護衛艦（34DE）に搭載するため、送受信機は同一でアンテナを小型化したOPS-2も開発された。PV-2を目標とした場合の最大探知距離は、OPS-2で50海里 (93 km)であった。本機は、このOPS-1/2ファミリーを発展させて開発された。
本機はオール・トランジスタ化されており、アンテナとしては典型的なコセカント2乗特性成形ビームアンテナを採用している。ECCM性向上のため周波数アジリティ方式も導入された。搭載は昭和42年度計画艦より開始され、その初採用例はちくご型護衛艦（42DE）となった。昭和48年度計画艦からは、移動目標検出（MTI）技術を導入してクラッター抑圧性能を強化したOPS-14Bに切り替えられている。また発振器は従来はマグネトロンが用いられていたが、OPS-14Cではパルス圧縮技術の導入に伴いクライストロンに変更されECCM能力などが強化された。
42DEに続いて甲型警備艦（DD）でも導入されはつゆき型（52DD）ではOPS-14Bが、またその発展型のあさぎり型（58DD）ではOPS-14Cが搭載された。これは同機が52DD搭載のシースパローIBPDMSにマッチした性能を備えており、またヘリコプター搭載護衛艦（DDH）およびミサイル護衛艦（DDG）とのレーダー捜索範囲の明確化を図る意味もあって導入されたものであり、基本的には性能・信頼性ともに満足しうるものであった。しかし従来のDDで搭載されていたOPS-11と比べると、双発爆撃機に対する最大探知距離は半分程度に留まっており、単独行動時の対空警戒能力としては不安が残る面があった。このため昭和60年度計画以降のDDでは、新型の3次元レーダーであるOPS-24に更新された。しかしそれ以降も乙型警備艦（DE）やその他警備艦、補助艦への搭載は継続されている。また変わったところでは、海上保安庁がプルトニウム運搬船護衛用として平成2年度予算で建造したヘリコプター2機搭載型巡視船「しきしま」でも、ヘリコプターなどを用いたテロ攻撃への警戒のために本機種が搭載されている。

## 搭載艦船
- 護衛艦
  - ちくご型護衛艦（42～48DE）
  - はつゆき型護衛艦（52～57DD）
  - あさぎり型護衛艦（58～59DD）
  - あぶくま型護衛艦（61～01DE）
- その他警備艦
  - 機雷敷設艦「そうや」（44MMC）
  - 掃海母艦「はやせ」（44MST）
  - うらが型掃海母艦（06/07MST）
  - みうら型輸送艦（47～49LST）

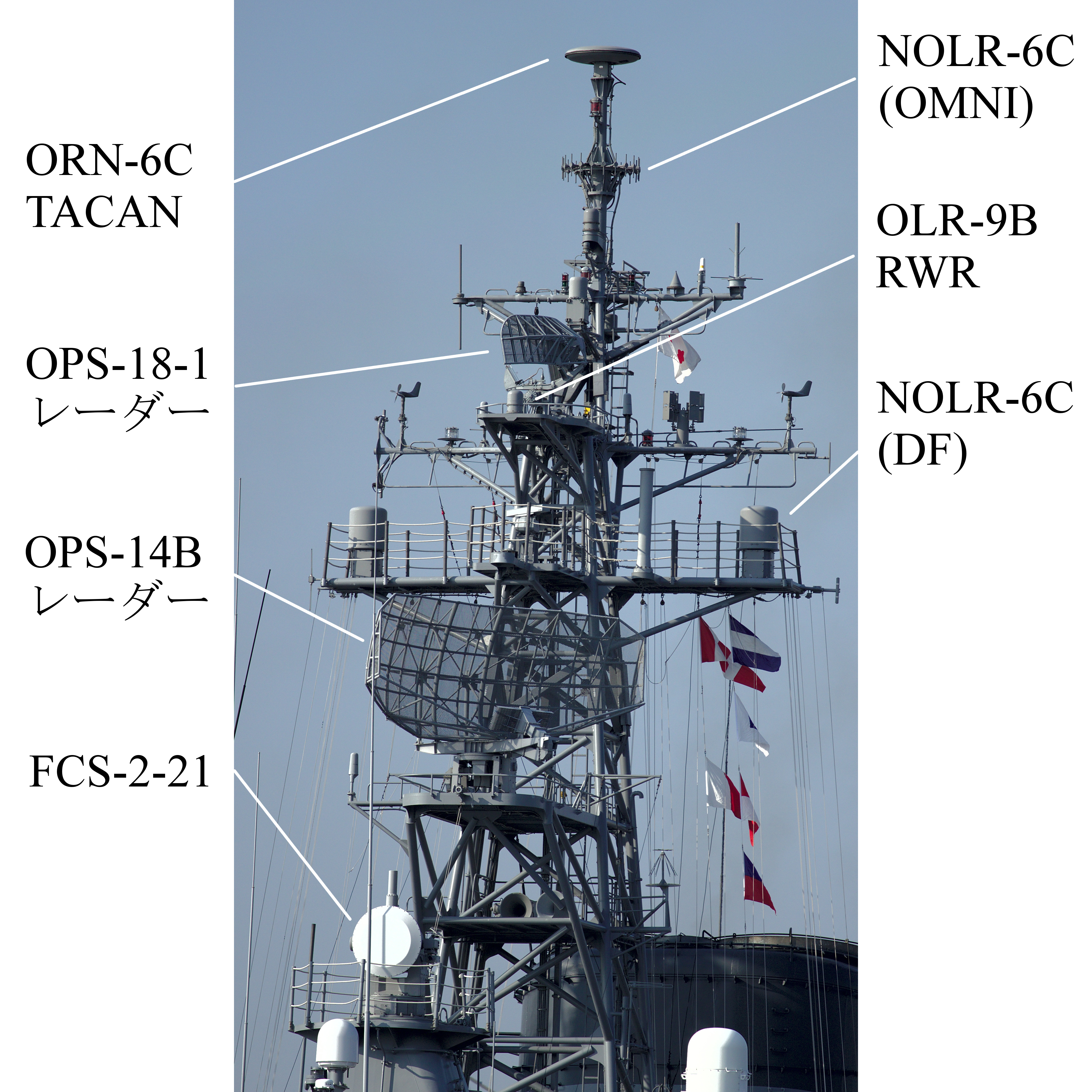
「いそゆき」での搭載要領。

  - おおすみ型輸送艦（05/10/11LST）
- 補助艦
  - 訓練支援艦「くろべ」（61ATS）
  - 訓練支援艦「てんりゅう」（09ATS）
  - 練習艦「かしま」（04TV）
  - 試験艦「あすか」（04ASE）
- 巡視船（海上保安庁）
  - 巡視船「しきしま」（初代）